# Groenliberalisme
Het groenliberalisme is een stroming binnen het liberalisme die streeft naar een verantwoorde en duurzame economische groei, waarbij natuur en milieu zoveel mogelijk wordt ontzien. De schade die het milieu oploopt door de economische groei dient te worden gecompenseerd. Men gaat uit van het zogenaamde schadebeginsel zoals dit in negentiende eeuw door de filosoof J.S. Mill werd gepopulariseerd: alles is geoorloofd voor zover de ander daardoor geen schade of leed ondervindt. Onder de noemer "de ander" rekenen groenliberalen niet alleen mensen (zoals door J.S. Mill werd bedoeld), maar alle levende wezens (dieren).
De term groenliberalisme werd in 1998 bedacht door de Nederlandse hoogleraar en filosoof Marcel Wissenburg in diens boek Green Liberalism: The Free and Green Society.
Groenliberalen bevinden zich in het politieke spectrum tussen de klassieke liberalen en de sociaalliberalen. Zijn bepleitten minder staatsingrijpen in het sociaal-economische domein dan de sociaal-liberalen, maar meer dan de klassieke liberalen.
In Nederland en België zijn groenliberale partijen (vrijwel) afwezig; binnen de (grote) liberale partijen zijn evenwel altijd wel ecologisch denkende en handelende liberalen aanwezig geweest. In Zwitserland bestaat een specifiek groenliberale partij, de Grünliberale Partei der Schweiz (GLP) die wisselende successen boekt bij verschillende verkiezingen. In Duitsland bestaat binnen Bündnis 90/Die Grünen een ökolibertäre groep rond Winfried Kretschmann, de minister-president van de deelstaat Baden-Württemberg die een beleid voorstaat die economisch liberaal is en tegelijkertijd in sterke mate rekening houdt met het milieu. Dit groenliberale beleid van Kretschmann en de zijnen wordt sinds de regeringsdeelname van Die Grünen sinds 2011 in Baden-Württemberg goeddeels geïmplementeerd.
extreemlinks · radicaal-links · links · centrum · rechts · radicaal-rechts · extreemrechts 

confessionalisme · christendemocratie · conservatisme · neoconservatisme · paleoconservatisme · islamisme

liberalisme · klassiek liberalisme · economisch liberalisme · conservatief-liberalisme · progressief liberalisme · neoliberalisme · libertarisme · groenliberalisme · geoïsme

anarchisme · syndicalisme · feminisme · ecologisme · ecofascisme · agrarisme · progressivisme 

marxisme · communisme · trotskisme · leninisme · stalinisme · maoïsme · socialisme · sociaaldemocratie · communitarisme

populisme · fortuynisme · solidarisme · nationalisme · linksnationalisme · fascisme · nationaalsocialisme